# Sagaris laevigata
Sagaris laevigata är en tvåvingeart som beskrevs av Robineau-desvoidy 1863. Sagaris laevigata ingår i släktet Sagaris och familjen parasitflugor.
Artens utbredningsområde är Frankrike. Inga underarter finns listade i Catalogue of Life.